# Československé státní dráhy

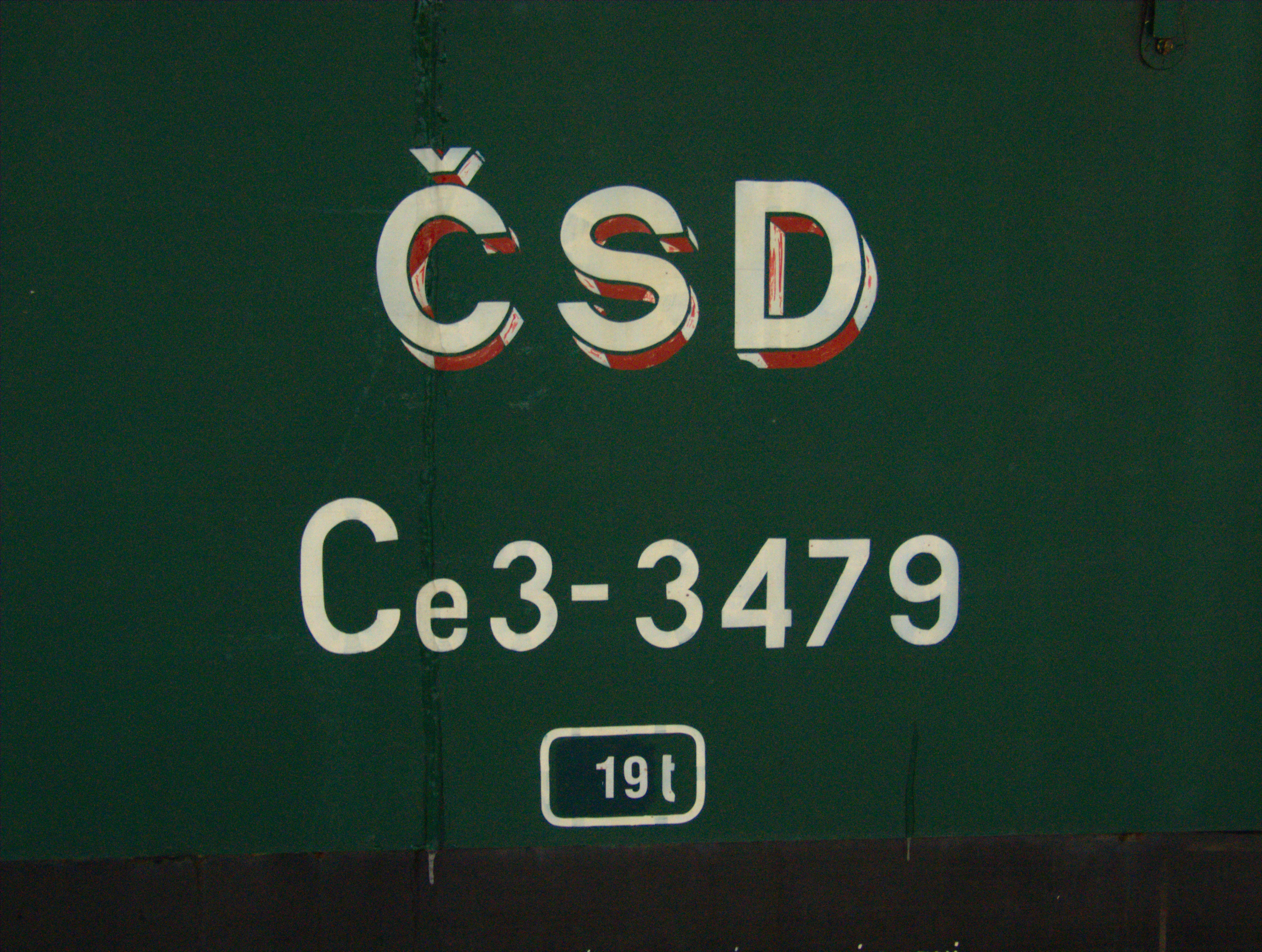
Wortmarke der ČSD, auf einem historischen Fahrzeug

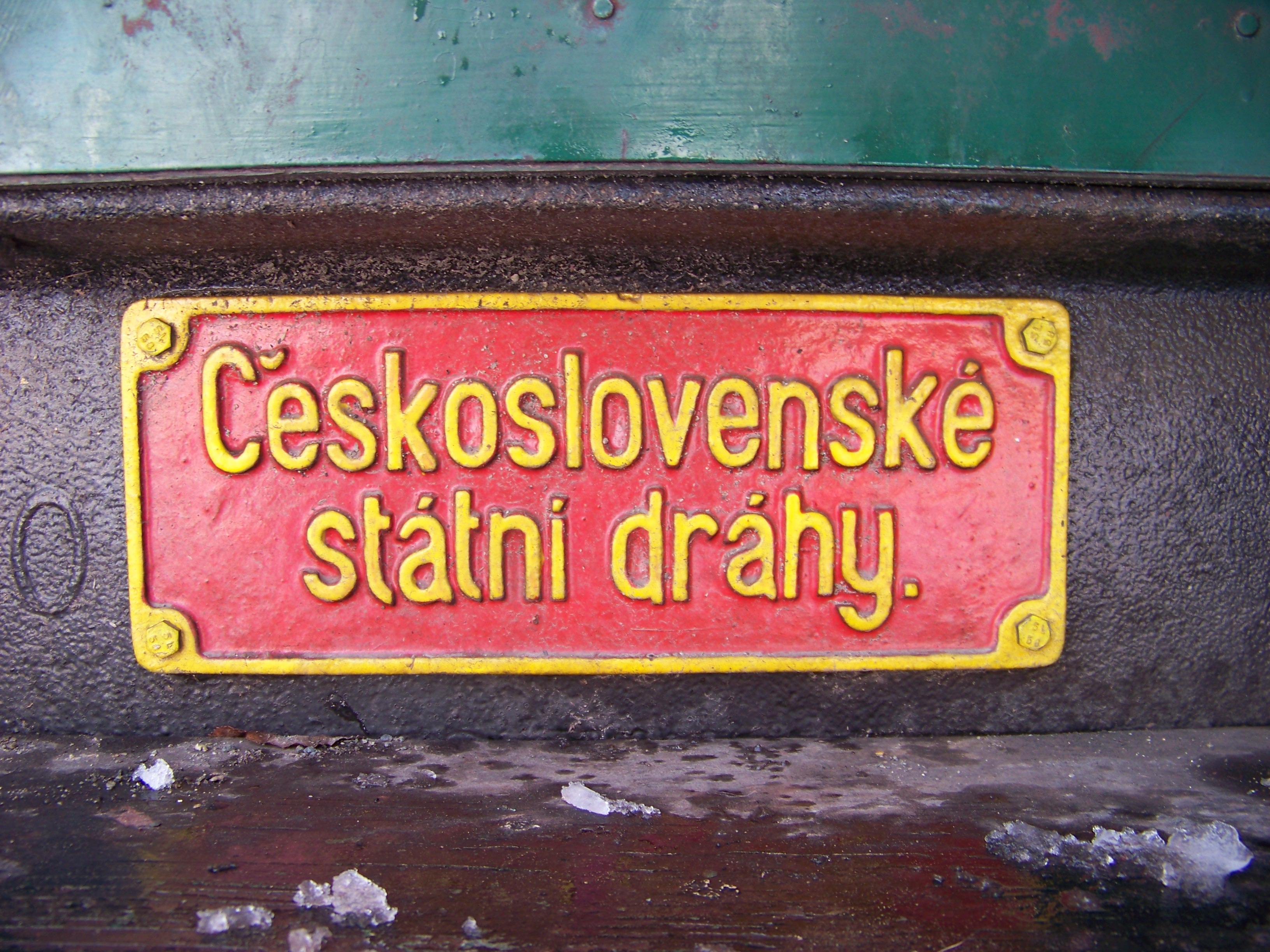
Name der Staatsbahn

Československé státní dráhy (tschech. Aussprache [ˈtʃɛskoˌslovɛnskɛː ˈstaːtniː ˈdraːɦɪ], kurz: ČSD, slowakisch Československé štátne dráhy, slowak. Aussprache [ˈtʃɛskoˌslovɛnskɛː ˈʃtaːtnɛ ˈdraːɦɪ], deutsch Tschechoslowakische Staatsbahnen) war der Name der Staatsbahn in der einstigen Tschechoslowakei.

## Geschichte

### Die ČSD in der Ersten Republik
Gegründet wurden die ČSD als Staatsbahn der Tschechoslowakei unmittelbar nach dem Ende des Ersten Weltkriegs. Da kein Erlass oder Gesetz bekannt ist, das die Gründung ermöglichte, wird als Datum allgemein der 28. Oktober 1918 angenommen. Die ČSD übernahmen in der Folge von den k.k. Staatsbahnen (kkStB) und der Ungarischen Staatsbahn (MÁV) fast das gesamte Schienennetz im Gebiet der neu gegründeten Tschechoslowakei. Eigenständig blieben zunächst die großen Privatbahnen Kaschau-Oderberger Bahn (KsOd), Aussig-Teplitzer Eisenbahn (ATE) und Buschtěhrader Eisenbahn (BEB). Für die Mehrzahl der staatlich garantierten Lokalbahnen in den böhmischen Ländern übernahmen die ČSD von den kkStB die Betriebsführung.
Anfang der 1920er Jahre wurden die meisten privaten Bahnen per Gesetz in der Tschechoslowakei verstaatlicht und fortan in das Netz der ČSD eingegliedert. Zu dieser Zeit wurden auch die tschechischen/slowakischen Bahnhofsnamen allgemein eingeführt. In den mehrheitlich deutschsprachigen Gebieten der Tschechoslowakei wurde jedoch wie im alten Österreich die Zweisprachigkeit beibehalten.
Große Anstrengungen waren in den ersten Jahren des Bestehens der Tschechoslowakei nötig, das auf die alten Hauptstädte Wien und Budapest ausgerichtete Eisenbahnnetz an die neuen Verkehrsbedürfnisse anzupassen. Für den Ost-West-Verkehr stand zunächst nur die eingleisige, schwierig trassierte Kaschau-Oderberger Bahn zur Verfügung. Umfassende Investitionen waren darum zunächst für den zweigleisigen Ausbau der wichtigsten Magistralen und für Streckenneubauten zwischen dem tschechischen und dem slowakischen Landesteil vonnöten. Eines der wichtigsten Projekte war der Neubau einer direkten zweigleisigen Hauptbahn zwischen Prag und Brünn, die jedoch erst nach dem Zweiten Weltkrieg fertiggestellt werden konnte.

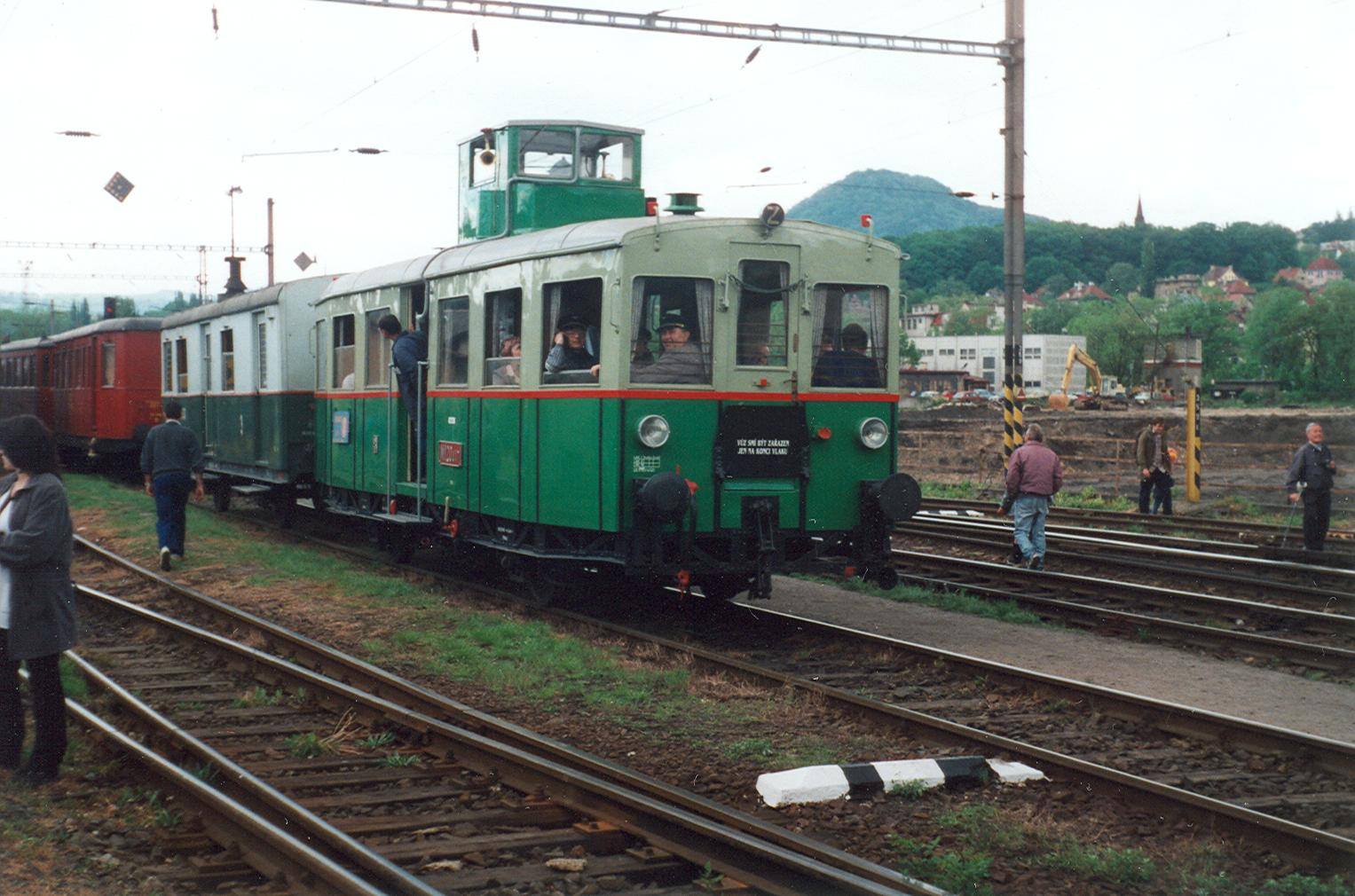
Tatra-Turmtriebwagen M 120.4

Als eine der ersten Bahngesellschaften in Europa bemühten sich die ČSD um eine Motorisierung des Eisenbahnverkehrs. Ab Ende der 1920er Jahre setzten die ČSD mit Erfolg auf vielen Lokalbahnen Motorzüge ein, die aus Triebwagen und passenden Anhängewagen bestanden. Ähnliche Fahrzeuge wurden auch für den Schnell- und Eilzugverkehr auf schwach ausgelasteten Hauptbahnen beschafft. Damit gelang es den ČSD bis Ende der 1930er Jahre, auf den meisten Nebenstrecken den Dampfbetrieb im Reiseverkehr abzulösen und eine deutliche Erhöhung der Reisegeschwindigkeiten zu erzielen.
Um die vom Bahnbetrieb ausgehende Rauchbelastung zu reduzieren, wurden Mitte der 1920er Jahre die im Stadtgebiet von Prag gelegenen Eisenbahnstrecken mit 1500 Volt Gleichstrom elektrifiziert. Weitergehende Planungen für die Ausweitung des elektrischen Bahnbetriebs wurden infolge der Auswirkungen der Weltwirtschaftskrise nicht realisiert.

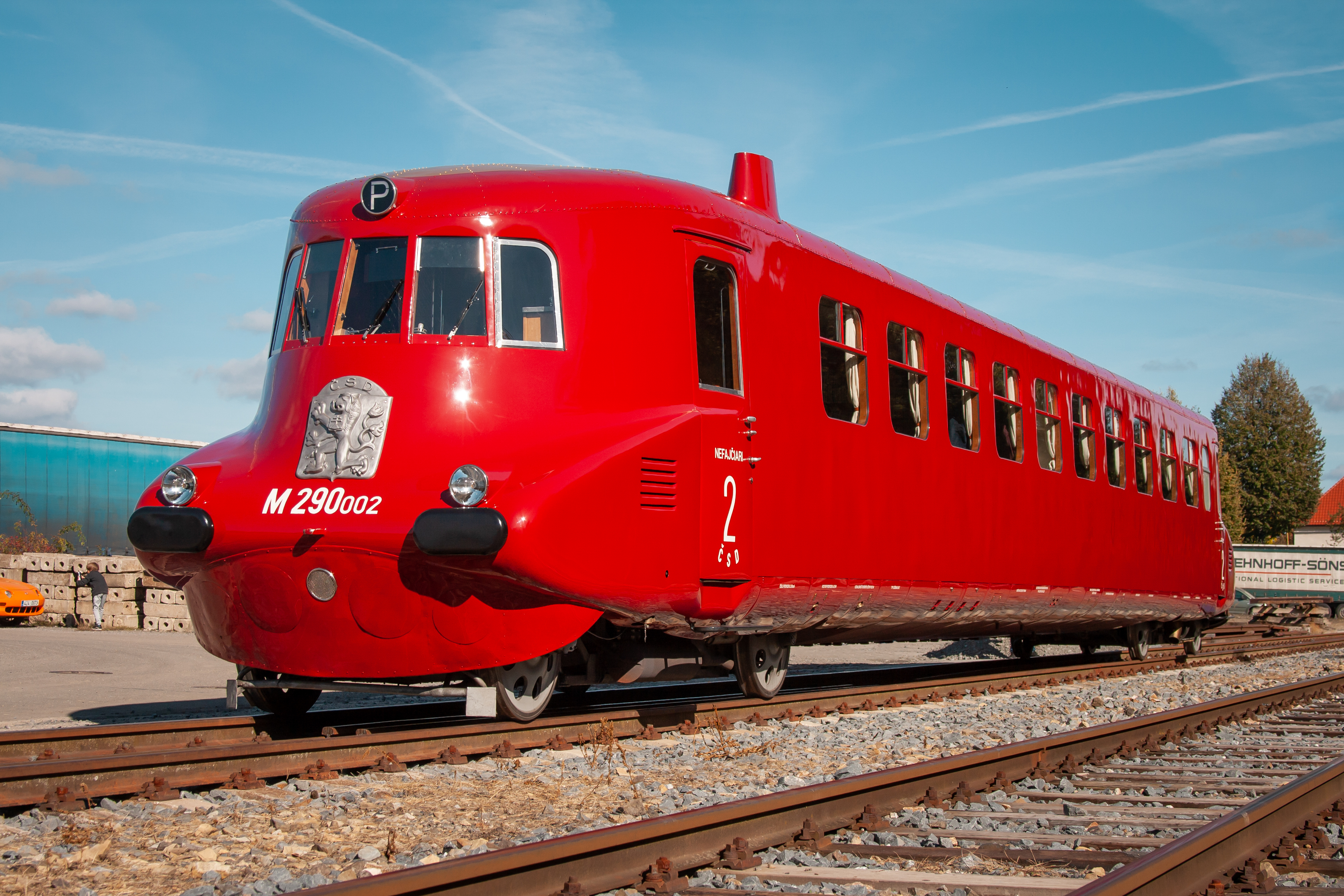
Schnelltriebwagen Slovenská Strela

Ab 1936 führten auch die ČSD wie andere europäische Eisenbahnverwaltungen einen Schnellverkehr mit Triebwagen ein. Zwischen Prag und Bratislava verkehrte als Slovenská Strela (deutsch: Slowakischer Pfeil) ein Schnelltriebwagen von Tatra, der die Strecke fahrplanmäßig in 4 Stunden und 28 Minuten zurückgelegte.
Nach der Unterzeichnung des Münchner Abkommens am 29. September 1938 wurde das an Deutschland gefallene Sudetenland von den ČSD geräumt. Am 30. September 1938 wurde ein Großteil der Fahrzeuge einschließlich der Bahnhofseinrichtungen und des tschechischen Personals ins Innere des Landes überführt. Wenig später wurde die ČSD vertraglich gezwungen, die aus dem Sudetenland abgefahrenen Eisenbahnfahrzeuge, Einrichtungen und Anlagen an die Deutsche Reichsbahn abzutreten. Am 14. November 1938 wurde die Abgabe von 877 Lokomotiven, 136 Triebwagen, 158 Triebwagen-Beiwagen, 117 Schnellzugwagen, 2160 Personenzugwagen und 23.500 Güterwagen vereinbart. Zudem wurden die ČSD verpflichtet, für alle zerstört zurückgelassenen Anlagen entsprechenden Schadenersatz zu leisten.

### Die Protektoratsbahnen und die Slovenské železnice 1939–1945
Mit der Auflösung der Tschechoslowakei am 15. März 1939 und der Errichtung des Protektorats Böhmen und Mähren kam es zur Auftrennung in die eigenständigen Eisenbahnen Českomoravské dráhy – Protektoratsbahnen Böhmen und Mähren, kurz ČMD-BMB (deutsch: Böhmisch-Mährische Bahn) und die Slovenské železnice, kurz SŽ (deutsch: Slowakische Eisenbahn). Die ČMD-BMB behielt ihre organisatorische Eigenständigkeit, wurde aber der Deutschen Reichsbahn unterstellt.
Mit Beginn des Zweiten Weltkrieges am 1. September 1939 kam es zur schrittweisen Abstellung der Motortriebwagen, da sämtliche Kraftstoffe für die Kriegsführung benötigt wurden. Auch die Schnellverbindung Slovenská Strela wurde eingestellt.

### Nach dem Zweiten Weltkrieg
Unmittelbar nach Ende des Zweiten Weltkriegs wurden die ČSD am 9. Mai 1945 wiederbegründet. Vor allem in Böhmen hatte das Eisenbahnnetz der Tschechoslowakei nur geringe Kriegsschäden erlitten, sodass der Bahnverkehr recht rasch auf allen Strecken wieder aufgenommen werden konnte. Tschechische bzw. Slowakische Bahnhofsnamen waren ab 1945 obligatorisch, nur Bahnhöfe in Orten mit ausschließlich deutschen Namen behielten diesen bis zu ihrer offiziellen Umbenennung in den Jahren 1946/1948.

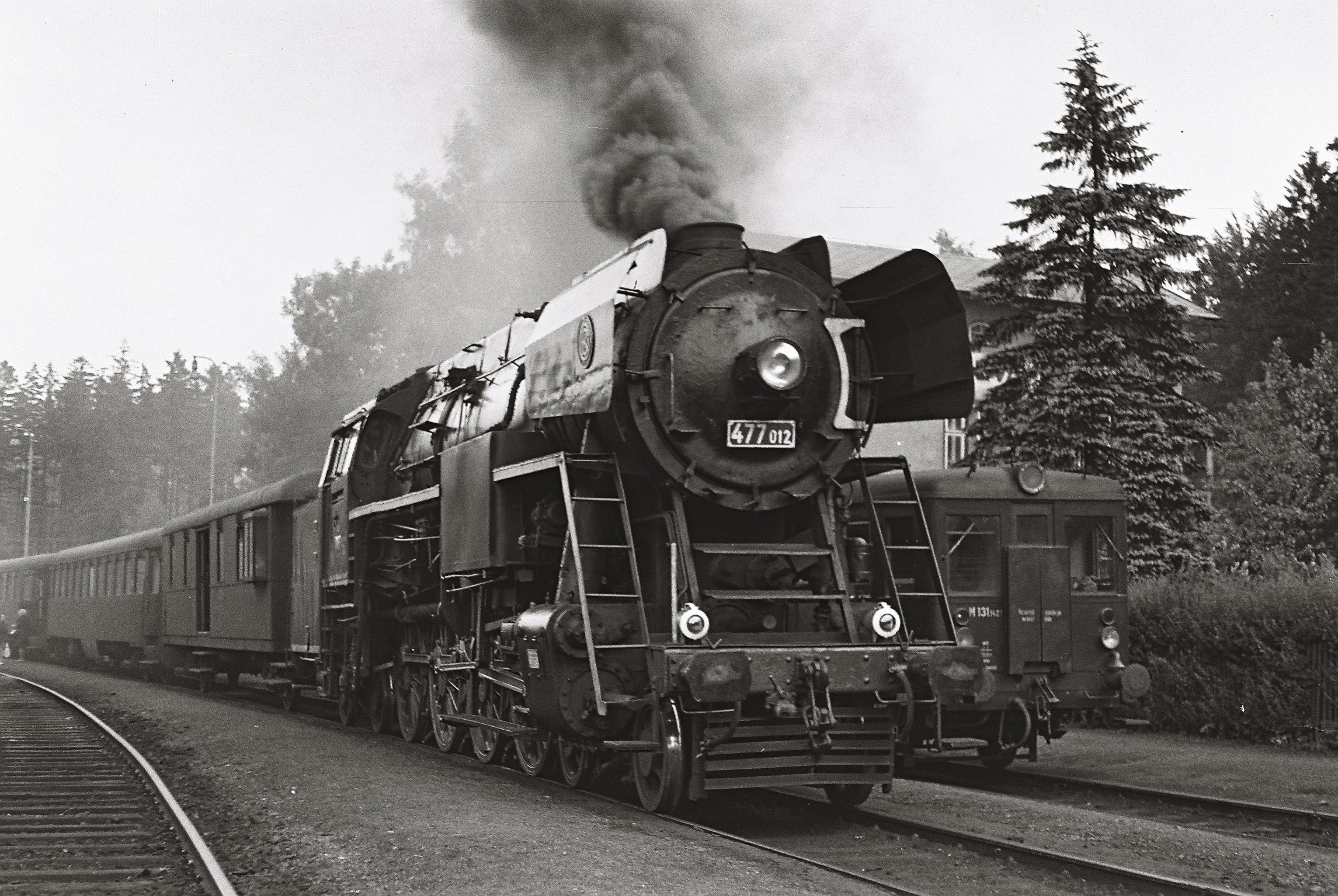
Reisezug in Jedlová (1974)

Nach Kriegsende am 9. Mai 1945 befanden sich viele deutsche Fahrzeuge in der Tschechoslowakei, die in den Bestand der ČSD eingereiht wurden. Ein Teil dieser Fahrzeuge – wie zum Beispiel aus Schlesien evakuierte elektrische Lokomotiven und Triebwagen, die auf böhmischen Bahnhöfen zurückblieben – wurden später im Tausch gegen andere Lokomotiven an Deutschland zurückgegeben.
Mit besonderem Elan gingen die ČSD noch 1945 daran, die Lücken im Fahrzeugpark mit Neubauten aus den tschechoslowakischen Lokomotivfabriken zu schließen. Schon im Dezember 1945 verließ die erste neugebaute Dampflokomotive für die ČSD die Werkhallen der schwer zerstörten Škoda-Werke in Pilsen. Die von den ČSD in den folgenden Jahren von Škoda und ČKD beschafften Dampflokomotiven gehörten zu den modernsten und leistungsstärksten Lokomotivkonstruktionen in Europa.
Schon vor 1950 wurden die Planungen für eine umfassende Elektrifizierung des Streckennetzes wieder aufgenommen. Aufbauend auf einem Projekt der Deutschen Reichsbahn von 1943 begannen wenig später die Arbeiten zur Elektrifizierung auf dem neigungsreichsten Abschnitt der einstigen Kaschau-Oderberger Bahn am Fuß der Hohen Tatra. Im Gegensatz zur Vorkriegszeit wählte man nun jedoch eine Fahrleitungsspannung von 3000-V-Gleichstrom, wie sie seinerzeit auch in den Nachbarländern Polen und Sowjetunion favorisiert wurde. Zügig wurde die Streckenelektrifizierung nach Westen und Osten fortgesetzt, sodass bereits Anfang der 1960er-Jahre ein durchgängiger elektrischer Zugverkehr zwischen Košice in der Slowakei und Most in Nordböhmen möglich war. Am 15. Mai 1962 wurde auch im Prager Knoten die Fahrleitungsspannung von 1,5 auf 3 kV angehoben.

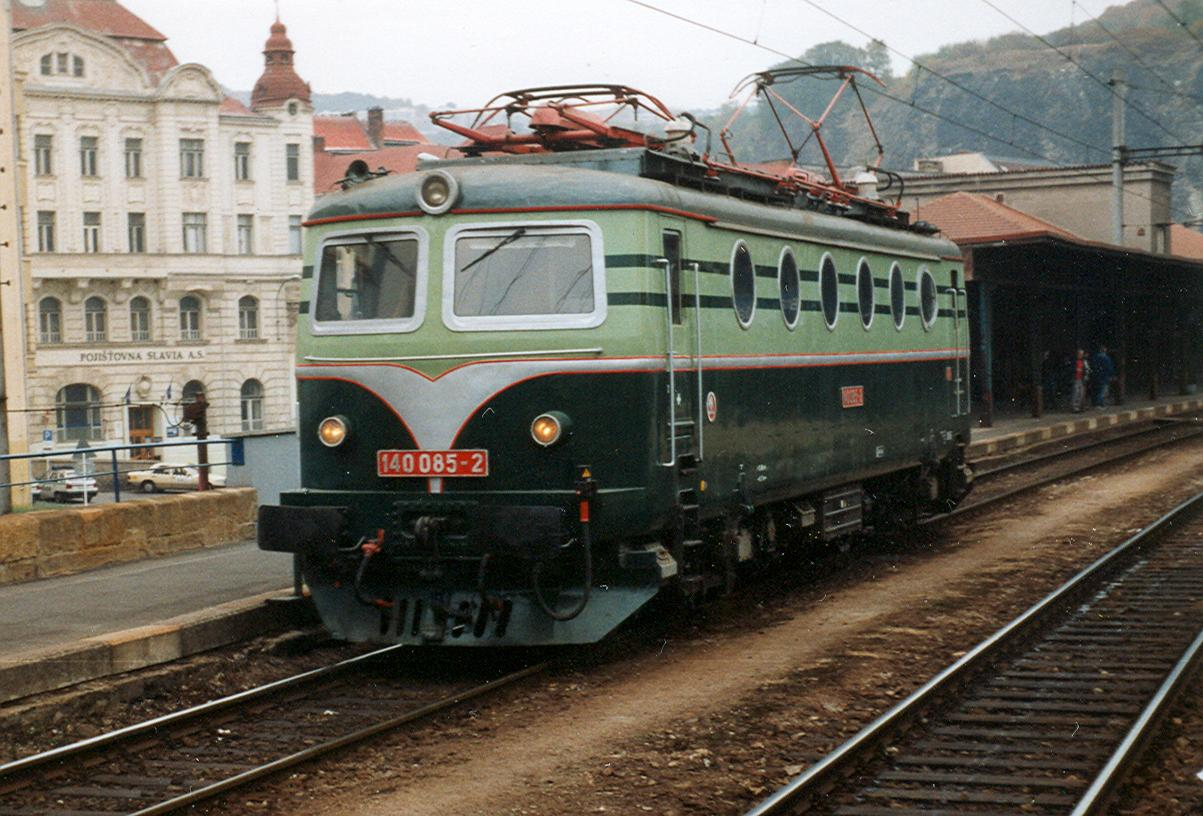
Baureihe E 499.0 Bobina

Allerdings bewährte sich das 3-kV-Gleichstromsystem nicht im gewünschten Maß, da die Lokomotivleistungen von den übertragbaren Fahrleitungsströmen begrenzt werden. Von Pilsen ausgehend wurde darum ab 1960 parallel ein mit 25 kV bei 50 Hz elektrifiziertes Streckennetz geschaffen. Als Resultat dieser Entwicklung mussten nun Systemwechselbahnhöfe zwischen den beiden elektrifizierten Netzen eingerichtet werden, auf denen bei allen Zügen umständlich die elektrischen Lokomotiven gewechselt wurden. Erst mit der Indienststellung von Zweisystemlokomotiven waren ab 1976 wieder Zugläufe ohne Lokomotivwechsel möglich.
Die Elektrifizierungsmaßnahmen beschränkten sich bis in die 1970er-Jahre auf die wichtigsten Hauptstrecken. Auf den noch nicht elektrifizierten Strecken dominierte bis in diese Zeit die Dampftraktion. Erst ab etwa 1970 wurden in nennenswerter Anzahl neue Diesellokomotiven für den Einsatz auf den Hauptbahnen beschafft, so dass im September 1980 die letzten Dampflokomotiven der ČSD aus dem Plandienst genommen werden konnten. In den Jahren danach kam es allerdings immer noch zu sporadischen Einsätzen.
Auch der zweigleisige Ausbau vieler wichtiger Strecken wurde weiter vorangetrieben. Priorität erhielt jedoch der Ausbau der Güterverkehrsstrecken, sodass viele Strecken mit mittlerem Verkehrsaufkommen auch weiterhin eingleisig blieben oder nur auf kurzen Abschnitten zweigleisig ausgebaut wurden. Um dennoch die nötigen Kapazitäten für den Gütertransport zu erhalten, ging die staatliche Verkehrspolitik dazu über, einen Teil des Personenverkehrs auf Busse der ČSAD zu verlagern.
Nach 1970 stagnierte die technische Weiterentwicklung des Streckennetzes. Eine Erhöhung der zulässigen Streckenhöchstgeschwindigkeiten von 120 auf 160 km/h, wie in Europa ab den 1960er-Jahren allgemein üblich, musste aus wirtschaftlichen Gründen unterbleiben. Einzig der Abschnitt Zaječí–Šakvice der wichtigen Hauptverbindung Prag–Brünn–Bratislava konnte ab dem 10. Mai 1988 mit einer Höchstgeschwindigkeit von 140 km/h befahren werden. Die dafür nötigen Lokomotiven und Wagen wurden bereits ab Mitte der 1970er-Jahre beschafft.
Mittlerweile in Europa allgemein eingeführte technische Neuerungen, wie der Einbau lückenloser Gleise oder der Betrieb von Wendezügen, konnten bis 1989 nur ansatzweise eingeführt werden. Auch eine Reduzierung des Streckennetzes – wie bei den meisten westeuropäischen Eisenbahnen aus betriebswirtschaftlichen Gründen durchgeführt – fand bei den ČSD aus volkswirtschaftlichen Gründen nie statt. Die ČSD betrieben darum auch noch in den 1980er-Jahren eines der dichtesten Eisenbahnnetze der Welt.
1988 führten die ČSD ein EDV-gerechtes Triebfahrzeugnummernsystem ein. Die Umstellung dauerte mehrere Jahre. Die neuen Nummern wurden anfangs nur zusätzlich angeschrieben, während die bisherigen Metallgussnummernschilder beibehalten wurden. Neue Schilder wurden erst später angefertigt, insbesondere Triebwagen erhielten in der Regel nur Klebeziffern.
Mit der Auflösung der Tschechoslowakei zum 31. Dezember 1992 endete auch der Bestand der ČSD. Fahrzeugpark und Strecken wurden zum 1. Januar 1993 an die Nachfolgeunternehmen České dráhy ČD (Tschechische Bahnen) in Tschechien und Železnice Slovenskej republiky ŽSR (Eisenbahnen der Slowakischen Republik) in der Slowakei überführt.

## Bedienstete 1927–1938
Die Bedienstetenkategorien der Tschechoslowakischen Staatsbahnen waren nach der Regierungsverordnung von 5. März 1927: 1) Beamte (Rechtsbeamte, technische Beamte, Sanitätsbeamte, Geometer, Betriebs- und Administrativbeamte) mit einer Aspirantenzeit auf 3 Jahre; 2) Eisenbahngagisten mit einer Anwärterzeit auf 4–6 Jahre; 3) Unterbeamte und Angestellte mit einer Anwärterzeit auf 4–5 Jahre; 4) Hilfsbedienstete (Arbeiter).
Die Dienstklasse Ib umfasst Ämter der Beamtenkategorien, in denen für deren Erbringung als Vorbildung eine volle Sekundar- und mindestens vierjährige Hochschulausbildung vorgeschrieben und durch das erfolgreiche Ablegen der vorgeschriebenen staatlichen oder strengen Prüfungen abgeschlossen wird. Dementsprechende gehörte dieser Dienstklasse Rechtsbeamte, technische Beamte und Sanitätsbeamte. Die Dienstklasse Ic umfasst Ämter der Beamtenkategorien, in denen für deren Erbringung als Vorbildung eine volle Sekundarausbildung und einer weniger als vierjährigen, mindestens aber zweijährigen, durch Bestehen einer staatlichen oder strengen Universitätsprüfung abgeschlossenen allgemeinen Hochschulbildung vorgeschrieben ist. Dementsprechende gehörte Geometer dieser Dienstklasse. Die Dienstklasse II umfasst Ämter der Beamtenkategorien, in denen für deren Erbringung als Vorbildung eine volle Sekundarausbildung vorgeschrieben war. Dementsprechende gehörte dieser Dienstklasse Betriebs- und Administrativbeamte.
| Dienstpostenbezeichnung | Rangabzeichen 1934–1938 | Verwendungsbezeichnungen (als Amtstitel verwendet) | Verwendungsbezeichnungen (als Amtstitel verwendet) |
| --- | ----------------------- | --- | --- |
| Železniční zřízenec ve IV. platové třídě Eisenbahnangestellter in der IV. Gehaltsstufe                                         |                         | Weichensteller, etc. | Weichensteller, etc. |
| Železniční zřízenec ve III. platové třídě Eisenbahnangestellter in der III. Gehaltsstufe                                       |                         | Stellwerkswärter, Verschieber, Schaffner, Lokheizer, etc. | Stellwerkswärter, Verschieber, Schaffner, Lokheizer, etc. |
| Podúřednický čekatel Unterbeamten-Anwärter                                                                                     |                         | Motorwagenführer-Anwärter, etc. | Motorwagenführer-Anwärter, etc. |
| Podúředník v II. platové stupnici Unterbeamter in der II. Gehaltsstufe                                                         |                         | Verschubsaufseher, Motorwagenführer, Signalschlosser, etc. | Verschubsaufseher, Motorwagenführer, Signalschlosser, etc. |
| Podúředník v I. platové stupnici Unterbeamter in der I. Gehaltsstufe                                                           |                         | Vorleute, Zugführer, etc. | Vorleute, Zugführer, etc. |
| Čekatel železničního gážisty Eisenbahngagisten-Anwärter                                                                        |                         | Wagenmeister-Anwärter, Lokomotivführer-Anwärter, etc. | Wagenmeister-Anwärter, Lokomotivführer-Anwärter, etc. |
| Železniční gážista mimo služební třídy v III. platové stupnici Eisenbahngagist außer der Dienstklasse in der III. Gehaltsstufe |                         | Kanzlisten, Lagermeister, Rangiermeister, Zugmeister, Wagenmeister.                                                                                              | Kanzlisten, Lagermeister, Rangiermeister, Zugmeister, Wagenmeister.                                                                                              |
| Železniční gážista mimo služební třídy v II. platové stupnici Eisenbahngagist außer der Dienstklasse in der II. Gehaltsstufe   |                         | Werkmeister 2. Klasse, Betriebsoffizial, Stationsmeister, Lokomotivführer, Zugrevisoren, Wagenrevisoren                                                          | Werkmeister 2. Klasse, Betriebsoffizial, Stationsmeister, Lokomotivführer, Zugrevisoren, Wagenrevisoren                                                          |
| Železniční gážista mimo služební třídy v I. platové stupnici Eisenbahngagist außer der Dienstklasse in der I. Gehaltsstufe     |                         | Werkmeister 1. Klasse, Baumeister, Brückenmeister, Signalmeister, Betriebsleiter, Offizial, Hilfsbüroleiter, Stationsleiter, Bahnmeister, Maschinenmeister, etc. | Werkmeister 1. Klasse, Baumeister, Brückenmeister, Signalmeister, Betriebsleiter, Offizial, Hilfsbüroleiter, Stationsleiter, Bahnmeister, Maschinenmeister, etc. |
| Dienstpostenbezeichnung | Rangabzeichen 1934–1938 | Amtstitel | Amtstitel |
| Dienstpostenbezeichnung | Rangabzeichen 1934–1938 | Dienstklasse Ib und Ic | Dienstklasse II |
| Úřednický aspirant Beamtenaspirant                                                                                             |                         | | |
| Úředník ve 7. platové stupnici Beamter in der 7. Gehaltsstufe                                                                  |                         | n/a | adjunkt Adjunkt |
| Úředník ve 6. platové stupnici Beamter in der 6. Gehaltsstufe                                                                  |                         | komisař Kommissär | vrchní adjunkt Oberadjunkt |
| Úředník ve 5. platové stupnici Beamter in der 5. Gehaltsstufe                                                                  |                         | vrchní komisař Oberkommissär | inspektor Inspektor |
| Úředník ve 4. platové stupnici Beamter in der 4. Gehaltsstufe                                                                  |                         | rada Rat | vrchní inspektor II. třídy Oberinspektor II. Klasse |
| Úředník ve 3. platové stupnici Beamter in der 3. Gehaltsstufe                                                                  |                         | vrchní rada Oberrat | vrchní inspektor I. třídy Oberinspektor I. Klasse |

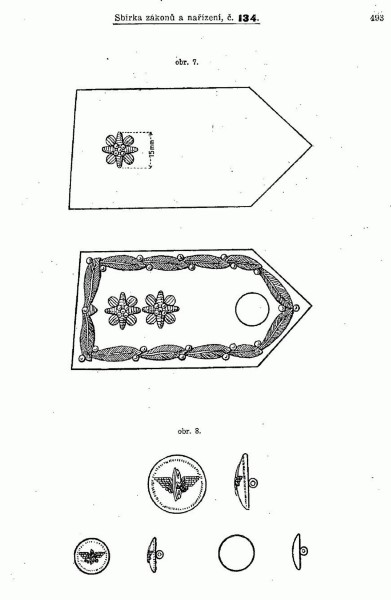
Beamten der Dienstklasse Ib und Ic trugen an den Kragenspiegeln einen goldenen Knopf mit Flügelrad; Beamte der Dienstklasse II einen glatten Knopf. Eisenbahngagisten hätte keine Knöpfe an den Kragenspiegeln

Eine neue Dienstkleidung wurde für die Bedienstete der Tschechoslowakischen Staatsbahnen statt der alten, aus der Monarchie stammenden, 1922 eingeführt. Es war eine vereinfachte Ausführung der alten Uniform. Die Rangabzeichen wurden abgeschafft, aber die Unterscheidung zwischen Bedienstetenkategorien wurde beibehalten. Beamten trugen goldene Knöpfe und schwarze Hosen, die übrigen Bediensteten silberne Knöpfe und blaue Hosen. Im Jahr 1934 wurde die Dienstkleidung erneut verändert, insbesondere wurden neue Rangabzeichen eingeführt. Diese Dienstkleidung wurde bis 1954, sowohl während des Protektorats als auch in der wiederhergestellten Republik, verwendet.